# 明節皇后
明節皇后（めいせつこうごう、元祐3年（1088年） - 宣和3年4月2日（1121年4月20日））は、北宋の徽宗の寵妃。皇后を追贈された。姓は劉氏。

## 生涯
居酒屋の給仕人であった劉宗元の娘として生まれた。初め昭懐皇后劉氏（徽宗の兄の哲宗の皇后）の侍女を務めた。政和2年（1112年）に昭懐皇后が崩じて、一時民間に帰った。政和3年（1113年）、楊戩の薦めで才人を授され、劉貴妃（明達皇后）と「母娘」の契りを結んだ。美人、婕妤となり、嬪に進み、貴妃にいたった。父は、興寧軍節度使に任じられた。22人の親友たちにも官職が与えられた。
容姿美しく機知に富んでいて、化粧と衣服のデザインにすぐれていた。徽宗の寵愛を受けて、安妃と称された。道士の林霊素は徽宗を「上帝長子」「長生帝君」、蔡京を「左元仙伯」、王黼を「右極仙卿」、劉氏を「九華玉真安妃」などと呼んだ。諸臣とともに遊宴にふけり、奢侈濫費を重ねて庶民を圧迫した。
民間に帰った頃、宦官何訢に一時引き取られていたが、その家では粗略に扱われたので常々それを恨んでいた。宮中で栄達の後、何訢とその一党を死に追いやった。
宣和3年（1121年）4月、瘧にかかって死去した。諡は初め明節和文貴妃であった。まもなく明節皇后を追贈され、徽宗の父の神宗の永裕陵に従葬された。徽宗は哀感してやまなかったという。さらに、劉氏を嫉妬視し、寵愛が衰えた淑妃崔氏（1人の皇子と5人の帝姫の母）が廃位され庶人に落とされた。劉氏の医官ら一族も免職された。

## 子女
- 趙柍（建安郡王）
- 趙金珠（和福帝姫）
- 趙椅（嘉国公）
- 趙楒（英国公）

## 伝記資料
- 『宣和書譜』
- 『宋会要輯稿』